# Paolo Conti (cestista 1938)
Paolo Conti (Bologna, 18 novembre 1938) è un ex cestista, scultore e pittore italiano.

## Carriera
In carriera ha militato, tra le altre, nella Virtus Bologna e nella Pallacanestro Varese. Con la nazionale ha esordito nel 1955, e ha disputato gli Europei 1957 e 1959. Ha collezionato 25 presenze in maglia azzurra, con 49 punti realizzati.

## Dopo il ritiro
Laureato in economia e commercio e con diploma superiore di statistica all'Università di Bologna, dopo una breve esperienza lavorativa si dedica all'arte, specializzandosi nella scultura e nella pittura. Vanta numerose esposizioni a livello nazionale ed internazionale.